# Ontologische Differenz
Die ontologische Differenz, auch ontisch-ontologische Differenz, bezeichnet in der Philosophie Martin Heideggers den Unterschied von Sein und Seiendem. Den Begriff verwendet Heidegger erstmals in einer Vorlesung vom Sommersemester 1927. In seinem im selben Jahr erschienenen Hauptwerk „Sein und Zeit“ taucht der Begriff zwar noch nicht explizit auf, die mit dem Terminus verbundene Vorstellung wird dort schon implizit beschrieben.

## Drei Ausprägungen
Um die ontologische Differenz von Sein und Seiendem zu erläutern, kann man behelfsmäßig das, was Heidegger mit Sein meint, zunächst durch die Auftrennung nach zwei Gesichtspunkten darstellen:
1. Verstehen
Mit Sein bezeichnet Heidegger in seinem Werk Sein und Zeit zum einen den Verständnishorizont, auf dessen Grundlage uns innerweltlich Seiendes begegnet. Jedes verstehende Verhältnis zu innerweltlich Seiendem muss sich in einem solchen kontextuellen Horizont bewegen, innerhalb dessen das Seiende erst offenbar wird. So wie im Gegebenen das Geben und der Gebende nicht offenbar werden, sondern das Verhältnis beider unthematisch bleibt, ist das Sein die unthematische Voraussetzung für das Seiende. Der Begriff des Verstehens ist hier äußerst weit gefasst und schließt auch den praktischen Umgang mit den Dingen ein, der möglich ist, ohne dass ein explizit-theoretisches Verständnis vorliegt; außerdem können auch Befindlichkeiten wie etwa die Furcht vor vermeintlich Schädlichem unter das Verstehen gerechnet werden. Damit bedeutet „verstehen“ alle Bezüge zwischen den Dingen der Welt.
Die ontologische Differenz markiert den Unterschied zwischen dem Verständnishorizont und dem begegnenden Seienden. Sie tut dies, damit der Verständnishorizont überhaupt zum Thema werden kann. Die ontologische Differenz trennt Sein und Seiendes für die philosophische Thematisierung. Das heißt, dass „in Wirklichkeit“ natürlich niemals das Sein ohne ein Seiendes vorkommt. Das Sein bleibt also stets das Sein eines Seienden, weshalb zwar eine Differenz zwischen Sein und Seiendem besteht, beide aber nie getrennt voneinander auftreten können. Da beide niemals getrennt auftreten, wird das Sein nicht als solches thematisiert. Daher zeigt sich das Sein zwar als das Nächste, weil es im Umgang mit der Welt immer schon vorausgehend und mitgängig ist; andererseits erweist es sich als das Fernste, da es als Unthematisches nie explizit wird.
2. Ontologische Bedeutung
Das Sein allein als Verständnishorizont zu beschreiben verfehlt jedoch die ontologische Dimension des Begriffs. Denn „Sein“ bezeichnet ja das, was ist. Das Sein ist also nicht eine Vorstellung, die wir von den Dingen haben und dann gleichsam über diese werfen, so dass sie uns innerhalb der Welt verständlich werden. Sein und Verstehen fallen vielmehr untrennbar zusammen: nur das, was verstanden ist, ist auch und alles, was ist, ist verstanden. Dies bedeutet, dass die Welt nicht aus singulären Objekten besteht, sondern eine sinnhafte Totalität ist, in der sich immer schon Bezüge unter den Dingen ausgebildet haben. Hinter diese Bezüge kann nicht zurückgegangen werden. Heidegger weist mit dieser Betonung des Verstehens von Sinn vor allem Vorstellungen der Erkenntnistheorie ab. Diese hatte stets gefragt, wie etwas in Raum und Zeit erkannt wird, wie sich also ein vollkommen bezugloses Objekt einem Subjekt zeigen kann. Etwa: Wie ist es möglich, diesen Würfel in Raum und Zeit zu erkennen? Nun ist jedoch die Welt gerade durch ihre sinnhaften Bezüge bestimmt, die sich nicht nachträglich aus den Dingen konstruieren lassen, sondern dem Verständnis jedes Dings vorausgehen müssen, damit wir es überhaupt als Ding (Werkzeug etc.) begreifen. Auch das Unverstandene ist daher in das Sein eingebunden, gerade als das, was sich durch seine Sinn- und Bezugslosigkeit auszeichnet.
Ein Beispiel
In seiner 1929/30 gehaltenen Vorlesung „Die Grundbegriffe der Metaphysik“ erläutert Heidegger die ontologische Differenz anhand der Aussage „Die Tafel steht ungünstig.“ Er macht deutlich, dass dieses Urteil nicht durch den Bezug auf ein Subjekt zu verstehen ist, sondern offensichtlich jeder im Hörsaal den objektiv ungünstigen Stand der Tafel erkennen kann, auch wenn es ihn selber nicht betrifft. Der ungünstige Stand der Tafel ist dabei keine Eigenschaft, die der Tafel in irgendeiner Form anhängt, sondern ergibt sich daraus, dass wir im Vorhinein schon immer den Hörsaal als Ganzes in Blick genommen haben. Dieses Ganze umfasst aber auch uns selbst und die anderen Dinge und Menschen im Hörsaal. Nur in Bezug auf dieses Ganze steht die Tafel ungünstig. Dabei geht dieses Ganze als Bedeutungszusammenhang schon jedem einzelnen voraus, welches erst innerhalb dieses Ganzen im sinnhaften Bezug zu anderen Dingen steht. Das heißt, das Ganze wird nicht erst durch die Summe seiner Teile konstituiert. Das Sein des Seienden (der Tafel) ist dann ihr ungünstiger Stand.
Hieraus wird deutlich, dass Seiendes nicht bloß Materie bedeutet, denn diese wäre bloß eine in Ausdehnung und Einheit unbestimmte amorphe Masse. Hingegen soll ja der Begriff Seiendes, wenn er sich auf die Tafel bezieht, gerade anzeigen, dass wir stets von etwas sprechen, das von uns in seiner irgendwie gearteten Einheit als etwas aufgefasst wird. Hinzu kommt, dass natürlich jede Bestimmung der Tafel als materielles Objekt schon eine ontologische Festlegung wäre, also etwas über das Sein des Seienden aussagt. Die ontologische Differenz möchte sich allerdings zunächst solcher Festlegungen enthalten: Gerade die methodische Trennung von Sein und Seiendem soll ja erst die Möglichkeit für eine reflektierte Bestimmung beider eröffnen. Aus diesem Grund kann in vorliegendem Beispiel nicht von einem Subjekt gesprochen werden für welches die Tafel ungünstig steht, denn dann wäre das Sein des Seienden schon als Objekt für ein Subjekt bestimmt.
Schwierigkeit der sprachlichen Darstellung
Wird nun durch die Betonung der ontologischen Differenz eigens „das Sein“ zum Thema erhoben, so wird es gleichzeitig verfehlt, denn „das Sein“ ist ja nicht etwas, das in der Welt (so wie das Seiende) vorkommt. Dieses Problem zeigt sich auch auf sprachlicher Ebene: Durch die Substantivierung „Sein“ erscheint es, als sei das Sein ein innerweltliches Ding. Dies ist ein Problem, welches jede Repräsentation des Seins, auch die nicht-sprachliche, mit sich bringt und welches in der Heidegger-Rezeption zu vielen Missverständnissen geführt hat. Heidegger versuchte es beispielsweise dadurch zu vermeiden, dass er sagt, „es gibt sein“, statt „das Sein ist.“ Denn mit ist sagt man ja etwas über ein Seiendes aus, das ist. Das Sein ist gerade nicht das Seiende.
Die ontologische Differenz lässt sich von drei Perspektiven aus beleuchten: als Unterschied von Sein und Seiendem, von Ontik und Ontologie und als hermeneutische Differenz.

### Differenz von Sein und Seiendem
„Sein ist jeweils das Sein eines Seienden“, jedoch nicht darauf reduzierbar: „Das Sein des Seienden 'ist' nicht selbst ein Seiendes.“ Eine Suche nach dem Sein fördert somit immer nur Seiendes zutage. Allerdings bleibt das Sein als kontextueller Hintergrund die Voraussetzung dafür, dass Seiendes ist. Nur so kann etwas als etwas aufgefasst werden. Damit bleiben trotz der Differenz Sein und Seiendes aufeinander bezogen. Keines ist ohne das andere denkbar: Ihr Verhältnis besteht in der Identität der Differenz.

### Differenz von Ontik und Ontologie
Die phänomenale Ebene des Seins bezeichnet Heidegger als die ontische, die Ebene der Untersuchung des Seins als ontologische. Beim Phänomen unterscheidet Heidegger somit zwischen Sein und Seiendem, bei der Zugangsart zwischen ontischer und ontologischer. Das Seiende gehört in die Sphäre des Ontischen, die Philosophie des Ontischen ist die Ontologie. Die zwischen Sein und Seiendem bestehende Identität der Differenz findet sich auch auf Ebene von Ontik und Ontologie wieder: Das ontisch Nächste ist das ontologisch fernste: Das innerweltlich Begegnende ist immer schon verstanden, aber der Verständnishorizont selbst bleibt unthematisch. Das gilt auch für das Selbstverständnis des Menschen: „Das Seiende, das wir je selbst sind, ist ontologisch das Fernste.“ Und „Das Dasein ist zwar ontisch nicht nur nahe oder gar das nächste – wir sind es sogar je selbst. Trotzdem oder gerade deshalb ist es ontologisch das Fernste.“ Um also das, was so vertraut ist, dass es sich der Aufmerksamkeit entzieht, zu thematisieren, muss es zunächst in einen gewissen Abstand gebracht werden – hierzu muss die ontologische Differenz betont werden.

### Hermeneutische Differenz
Als hermeneutische zeigt sich die Differenz zwischen Verstehendem und Verstandenem. In Sein und Zeit erweist sich das zu Verstehende (das Dasein, der Mensch) dabei als so nah, weil es zugleich das, was versteht, selbst ist. Der Mensch versteht die Welt in ihren sinnhaften Bezügen und innerweltlichen Verweisungen, sein eigenes Verstehen in den Blick zu bringen, bleibt ihm jedoch meist verborgen. Dies liegt auch daran, dass er sein Verstehen immer an der Welt und den Dingen in ihr schult. Will er sich nun selbst verstehen, dann rückprojiziert er das an der Welt gewonnene Verständnis des Seins (also etwa „die Welt besteht aus Dingen“) auf sich und fasst sich selbst als Ding auf. Dem stellte Heidegger seine Auffassung des Menschen als Existenz entgegen, die betont, dass der Mensch kein Ding ist, sondern nur im Lebensvollzug existiert.
Da jeder Untersuchung ein Verstehen immer vorausgehen muss, kann es nur Ziel der hermeneutischen Methode sein, an der richtigen Stelle in den hermeneutischen Zirkel einzutreten, um das Untersuchte in den richtigen Blick zu bekommen. Die Hermeneutik folgt hierzu der ontologischen Differenz zwischen Sein und Seiendem und beschreibt dabei den Weg des hermeneutischen Zirkels.

## Bedeutung für die Philosophie
Die ontologische Differenz ist für Heidegger wichtiger Ausgangspunkt für die Fundamentalontologie:
„Das Problem des Unterschieds von Sein überhaupt und Seiendem steht nicht ohne Grund an erster Stelle. Denn die Erörterung dieses Unterschieds soll erst ermöglichen, methodisch sicher und eindeutig dergleichen wie Sein im Unterschied von Seiendem thematisch zu sehen.“
Heidegger kritisiert mit dieser Unterscheidung die traditionelle abendländische Metaphysik: Sie betrachte immer nur das Seiende und erforsche es in seinem Wesen, vergesse darüber jedoch das Sein. Weil die Metaphysik über dem Seienden das Sein vergessen habe, sei sie gekennzeichnet durch Seinsvergessenheit. Weil es in ihrem Erforschen des Seienden „mit dem Sein … nichts ist“, sei sie im Grunde ihres Wesens nihilistisch. Der moderne Nihilismus seit Nietzsche mache dieses immer schon waltende, bisher verborgene Wesen der Metaphysik offenbar.